# Pumpa (hudební skupina)
Pumpa je česká rocková skupina z Prahy, v jejímž čele od počátku stojí kytarista Michal Němeček. Založena byla v roce 1981. Skupinou prošla za dlouhá léta existence řada známých muzikantů (např. Ladislav Čepelák a Jindřich Vobořil přišli ze zaniklé skupiny Gen, Radek Křemenák z Blue Effectu, Dan Horyna z Vitacitu, Milan Balcar z Odyssey...). Na konci 80. let se proslavila i díky rozhlasovému pořadu Větrník, kde byly odvysílány hity jako Tak tradá, Nasaď páku nebo Otužování. Úderný rytmický rock, někdy přirovnávaný k australským AC/DC, byl od počátku postaven na nápaditých riffech, snadno zapamatovatelných refrénech a výrazných zpěvácích (v počátcích Zdeněk Barták, Jindřich Vobořil, nyní Zdeněk Jakubec).
V současnosti[kdy?] vystupuje Pumpa v sestavě Michal Němeček a Pavel Marcel (kytary), Milan Bogo Lebeda (baskytara), Roman Krajdl (bicí), Miloš Mařík (zpěv).

## Diskografie

### Řadová cd
- Ozvěny (1983)
- Parní pumpa (1986)
- Otužování (1994)
- ...tak tradá! (1999)
- Masařka (2012)